# Didierea trollii
Didierea trollii – gatunek z rodziny Didiereaceae. Występuje endemicznie na Madagaskarze, w prowincji Toliara.
Rośnie w bioklimacie półsuchym. Występuje na wysokości do 500 m n.p.m.